# シンデレラ特急
『シンデレラ特急』（シンデレラエクスプレス）は、松本洋子による日本の漫画作品。
『なかよし』（講談社）にて1984年4月号から同年7月号まで連載された。同4月号では表紙を飾っている。全4話。単行本は同社の講談社コミックスなかよしより全1巻。

## 書誌情報
- 松本洋子 『シンデレラ特急』 講談社〈なかよしKC〉、1984年7月6日第1刷発行、ISBN 4-06-108474-7
  - 表題作のほか、読み切り作品「灰色半分♥恋半分」が同時収録されている。